# تلفزيون وارنر بروس
تلفزيون وارنر بروس (بالإنجليزية: Warner Bros. Television)‏ أو فقط (WBTV) هي ذراع الإنتاج التلفزيوني لشركة وارنر بروس للترفيه. اعتبارًا من 2019، أصبحت واحدة من أكبر أربع شركات إنتاج تلفزيوني في العالم تقاس حسب الإيرادات (إلى جانب تلفزيون سوني بيكتشورز وستوديوهات تلفزيون سي بي إس وستوديوهات أي بي سي).

## روابط خارجية
- تلفزيون وارنر بروس على موقع IMDb (الإنجليزية)